# Bereczk-ház
Az 1887-ben épült Bereczk-ház a kaposvári Fő utca egyik építészeti értéke. Nevét építtetőjéről, a város főmérnökéről, Bereczk Sándorról kapta, de nevezik Csipkerózsikás háznak is, mivel zárt, nem látogatható lépcsőházában egy 20. század eleji gipsz domborművet helyeztek el, amely a Csipkerózsika című mese két jelenetét ábrázolja.

## Története
Az épület helyén korábban Bereczk Antal polgármester földszintes, nádtetős háza állt, amelynek udvarán egy pajta helyezkedett el, ahol Kaposvár első színjátszóköre szokta tartani az előadásokat. A házat és a pajtát később lebontották, és Bereczk Antal fia, Bereczk Sándor, a város 1881-ben kinevezett mérnöke, később főmérnöke új, emeletes, polgári házat tervezett és építtetett a helyére saját magának és családjának. Az új épület 1887-ben készült el, felső szintjének négy szobájában ő maga lakott feleségével, míg a másik négy szobában középső lánya és annak családja. A ház udvara ekkor még hosszan elnyúlt északi irányba, majdnem addig, ahol ma a Bajcsy-Zsilinszky utca húzódik.
A 20. század legelején Kopits János, a fiatal szobrászművész első nyilvános szereplésén, az Iparművészeti Társulat budapesti kiállításán elnyerte a tervezők díját egy olyan kaputervvel, amelynek két része a Csipkerózsika című meséből mutat be egy-egy jelenetet. Ez az eredeti, gipszből készült terv ma a Bereczk-ház (zárt) lépcsőházában látható, igaz, a 20. század végi felújítás során az eredetileg színes alkotást egyszínű fehérre festették. Ugyancsak egy felújítás során elveszett a lépcsőkorlát díszes pálcáinak egy része is: ezeket más stílusban pótolták.
2001-ben a Kaposvárért Közalapítvány egy Bereczk Sándorra emlékeztető emléktáblát helyezett el a ház kapuja mellett.

## Az épület
Az egyemeletes épület a Fő utca északi oldalán áll, szomszédaival érintkezve. Alsó szintjén hat, félköríves záródású nyílás kapott helyet, közülük kettő kapu, az egyik mellett még ma is láthatók a kőből készült kerékvetők. A felső szinten szintén hat ablak található, amelyek közül a két szélső építészetileg kihangsúlyozottabb. Mindegyik emeleti ablakot két jón stílusú oszlop fogja közre, felettük timpanon található. A timpanonokon palmettás, a párkány frízén gyümölcsös füzérdísz helyezkedik el. Az alsó szint két szélén kváderköveket utánzó vakolatdíszítést alkalmaztak.
A zárt lépcsőházban elhelyezett gipszdombormű két részből áll: az egyik magát Csipkerózsikát ábrázolja, amint koronával a fején egy karosszékben szunyókál, mögötte egy kutya alszik, a háttérben pedig egy madárpár ül egy rózsafán, míg a másikon, amelyen szintén rózsafa áll a háttérben, a főkötős vén boszorka forgatja rokkáját. Mivel a mese német eredetű, ezért a két szereplő ruházata is német stílusjegyeket visel.

## Képek

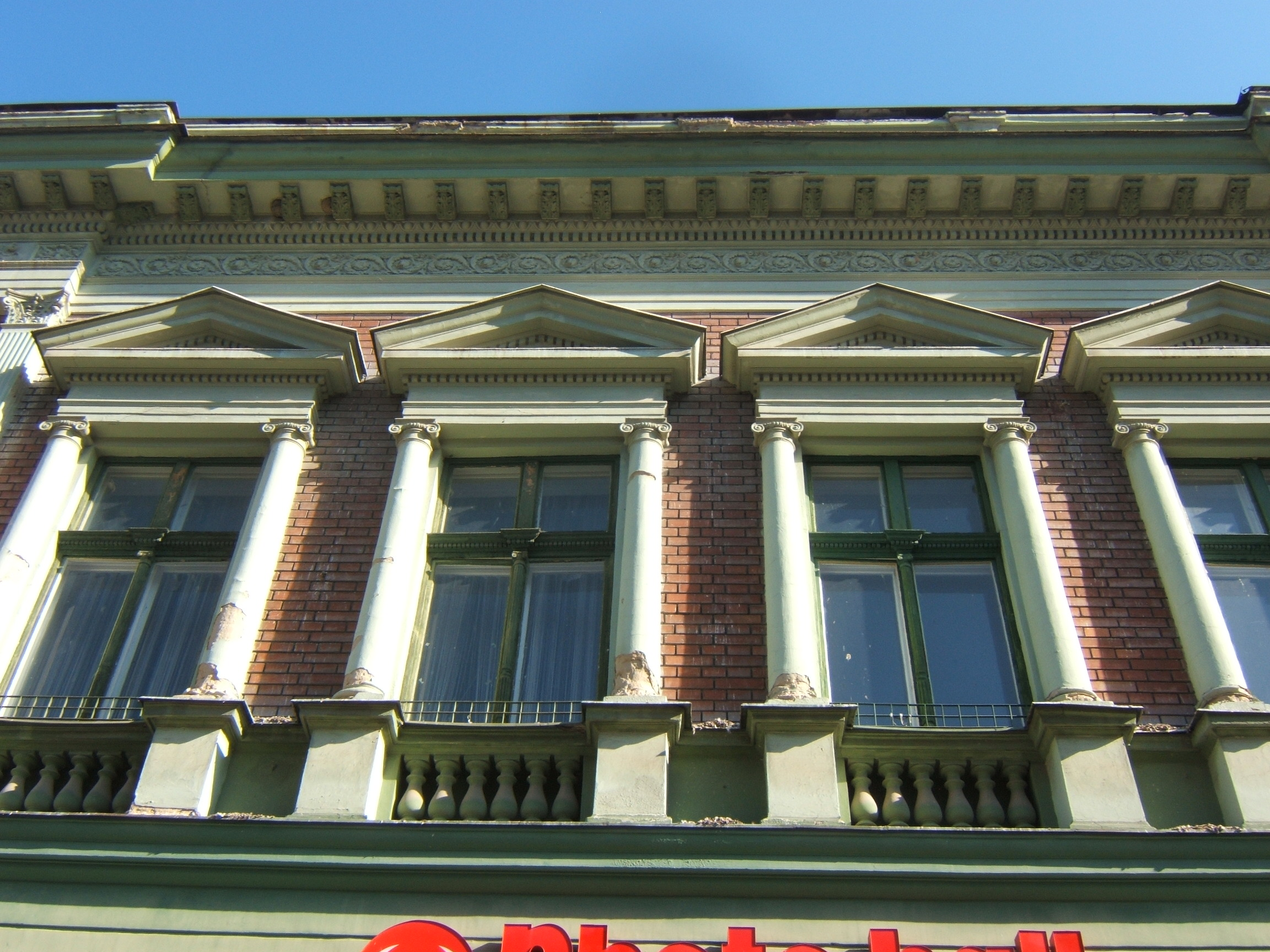
Emeleti ablakok
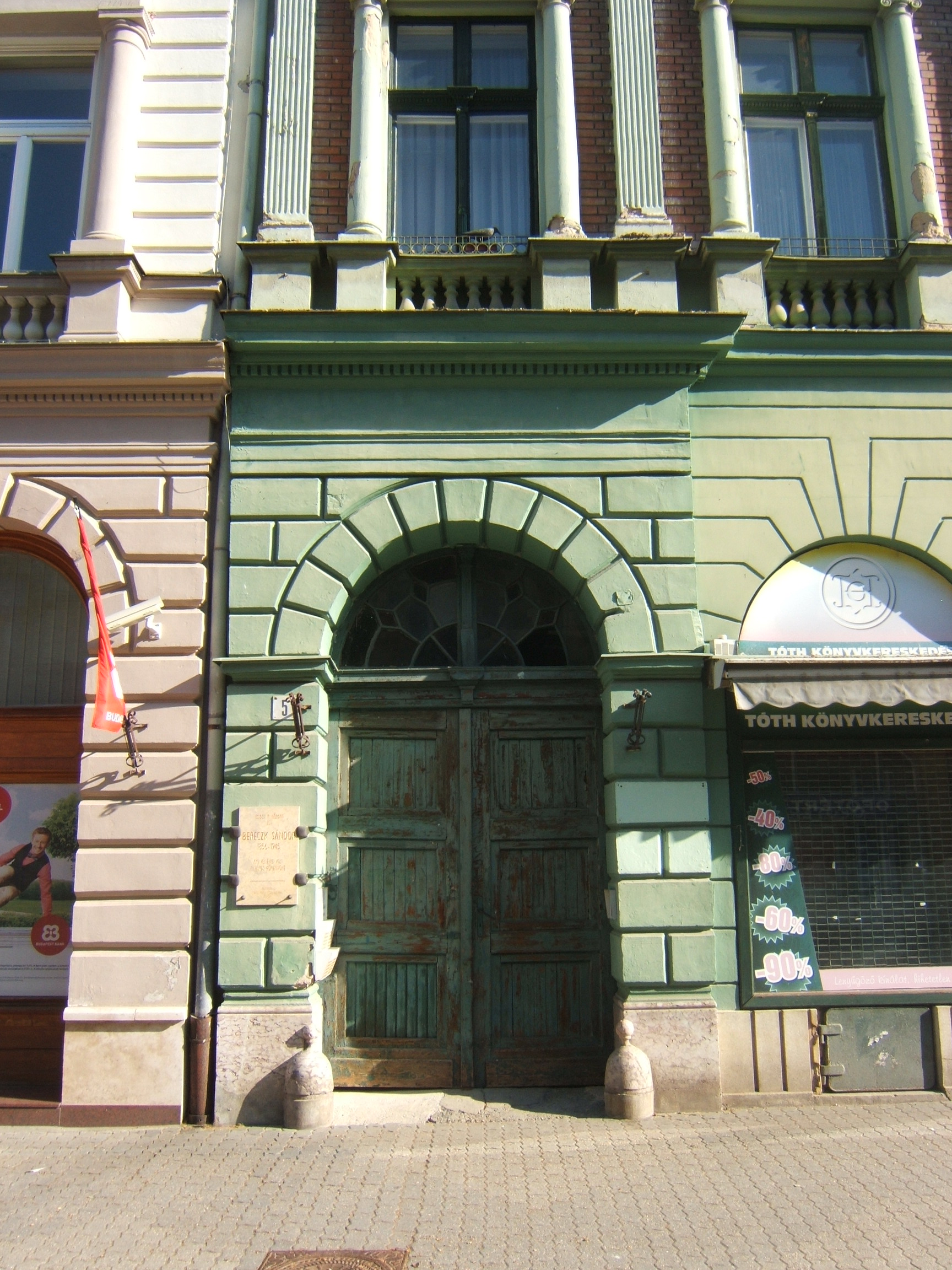
Kapu
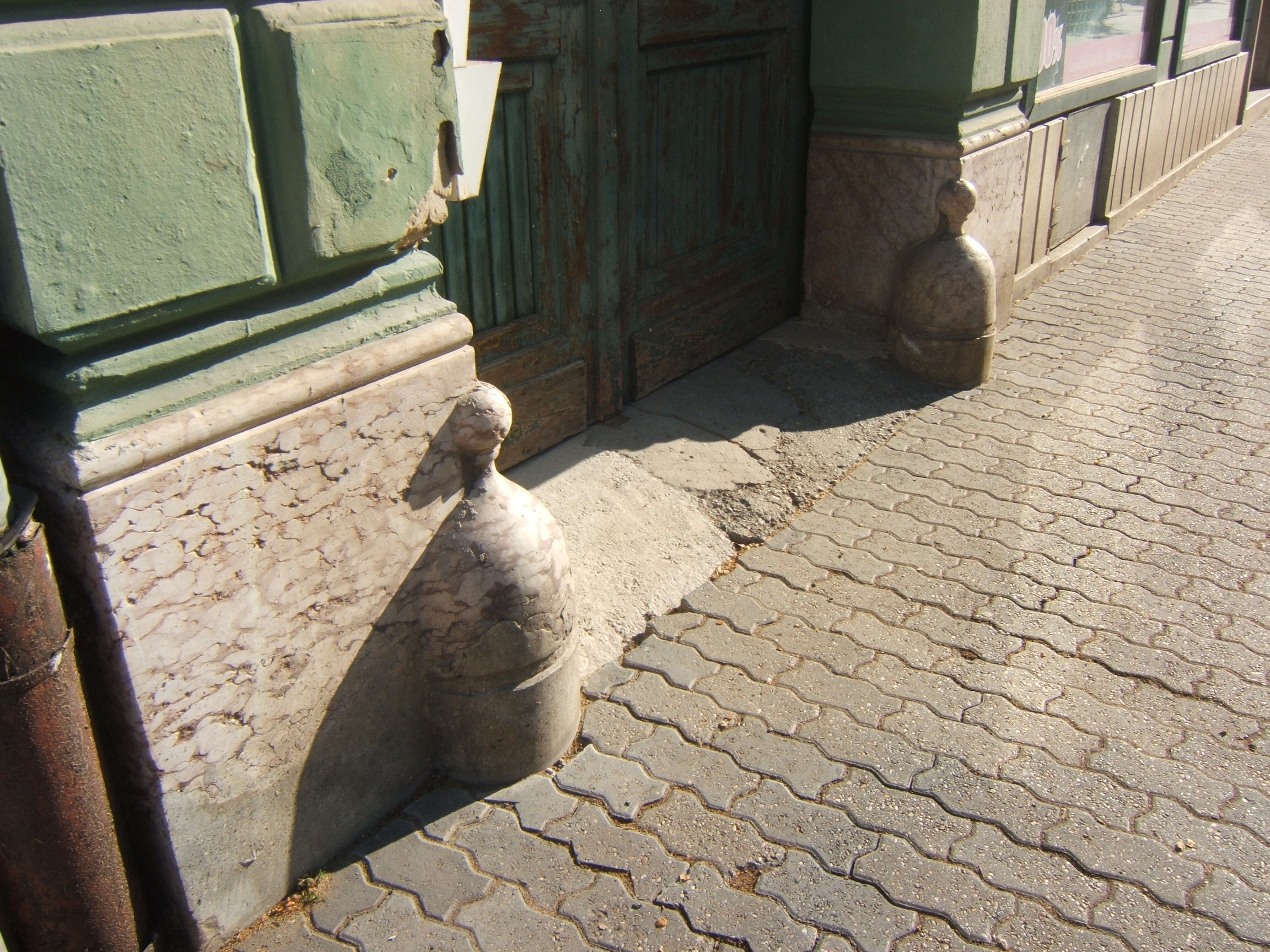
Kerékvetők a kapu mellett
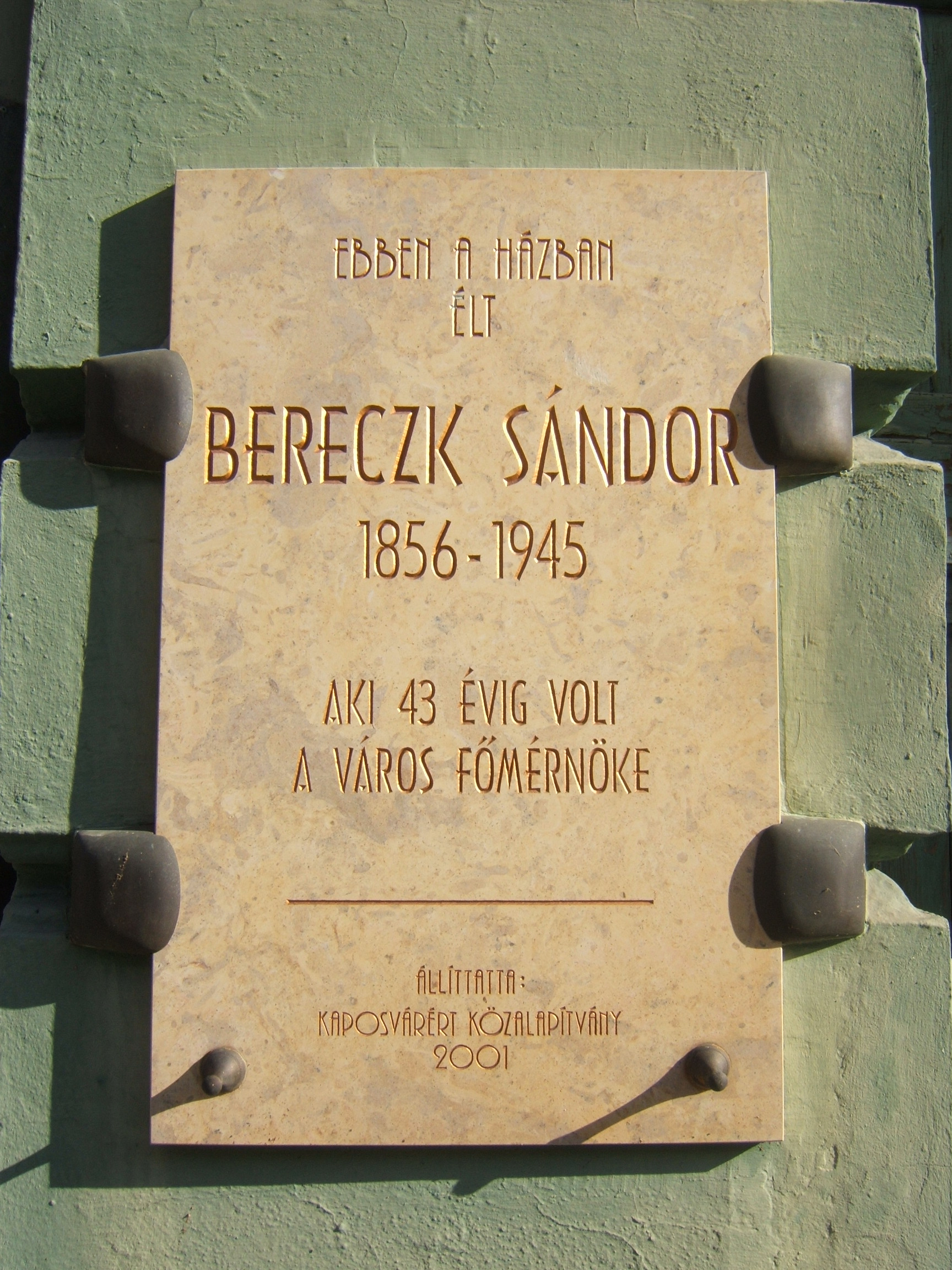
Emléktábla